# Frank Böttcher
Frank Böttcher (* um 1980; † 8. Februar 1997 in Magdeburg) war ein Jugendlicher aus Magdeburg, der in der Nacht vom 7. zum 8. Februar 1997 Opfer eines Überfalls rechtsextremer Jugendlicher wurde. Es gab einen Streit darüber, wie die Tat als politisch motiviert anzusehen und polizeistatistisch zu erfassen ist. Im Gedenken an den Tod Böttchers werden in Magdeburg regelmäßig Demonstrationen gegen Rechtsextremismus abgehalten.

## Tathergang
Frank Böttcher, der seit kurzer Zeit der Punk-Szene angehörte, war am Nachmittag des 7. Februars 1997 mit einer Straßenbahn zum im Magdeburger Stadtteil Neu Olvenstedt gelegenen Krankenhaus gefahren, um dort eine Handverletzung behandeln zu lassen. Den Krankenschwestern berichtete er von einer Gruppe rechtsextremer Skinheads, die ihn auf dem Weg angepöbelt hatten. Auf dem Rückweg traf er am späten Abend des 7. Februar an der Endhaltestelle der Straßenbahn erneut auf einen oder mehrere Jugendliche, die ihn aufgrund seines Aussehens als Punker angriffen. Der oder die Täter rissen ihn zu Boden und traten auf ihn ein. Kurze Zeit später wurden Böttcher mit sieben Messerstichen und Tritten gegen den Kopf tödliche Verletzungen zugefügt.
Frank Böttcher wurde 17 Jahre alt.

## Ermittlung und Verurteilung
Die Polizei suchte zunächst in verschiedene Richtungen und hielt auch ein Raubdelikt oder einen Streit unter Linken für möglich. Nach Hinweisen aus Skinheadkreisen wurde nach elf Tagen für die Messerstiche der mit Böttcher gleichaltrige Marcus J. als Täter ermittelt. Er gab vor der Jugendkammer des Landgerichts Magdeburg an, sich von der „äußeren Erscheinung“ des Punks „provoziert gefühlt“ zu haben. Marcus J., der während der Tat stark alkoholisiert war, wurde wegen Totschlags zu einer Jugendstrafe von sieben Jahren verurteilt. Weitere Mittäter wurden durch Polizei und Staatsanwaltschaft nicht ermittelt. Die Darstellung, dass es einen einzelnen Täter gegeben habe, ist mehrfach bezweifelt worden.
Die Tat wurde in der Statistik des Sachsen-Anhaltischen Kriminalpolizei nicht als „rechtsextremes Tötungsdelikt“ klassifiziert. Der Innenminister Manfred Püchel begründete dies mit bundeseinheitlichen Richtlinien. Die vom Täter angegebenen Motivation, sich von Frank Böttchers Aussehen provoziert gefühlt zu haben, falle nicht unter diese Richtlinie, außerdem habe der Täter keiner rechtsextremen Organisation angehört. Ein Antrag der PDS, die Tat in die Statistik aufzunehmen, wurde am 4. September 1997 vom Landtag mehrheitlich abgelehnt.

## Weitere Straftaten und Gedenken nach der Tat
Nach der Tat wurde am 3. Januar 1998 auch die Wohnung von Franks älterem Bruder Peter Böttcher von Skinheads überfallen. Dabei wurde Peters Bekannter Gordon G. schwer verletzt.
Diese Ereignisse waren Teil einer Serie von rechtsextrem motivierten Gewalttaten in Magdeburg. Bereits im Jahr 1992 war der 23-jährige Torsten Lamprecht ermordet worden.
Im Jahr 1998 hatte die Magdeburger Antifa einen Gedenkstein für Frank Böttcher aufgestellt. Dieser wurde mehrmals von rechten Jugendlichen geschändet und zuletzt entwendet. Im Juli des Jahres 2005 wurde ein neuer Gedenkstein vom Magdeburger Bündnis gegen rechts aufgestellt.
Anfang Juni 2007 wurde jedoch auch diese Gedenktafel aus Stein mit Werkzeug und grober Gewalt aus der Verankerung gehebelt und entwendet.
Linke Gruppen aus Magdeburg nehmen den Tod Böttchers regelmäßig zum Anlass, um zu einer „Frank-Böttcher-Gedenkdemonstration“ gegen Rechtsextremismus aufzurufen. Bei der Demonstration gegen Rechtsextremismus zum ersten Todestag von Frank Böttcher am 9. Februar 1998 nahmen 2000 Menschen teil. Dabei kam es in der Magdeburger Innenstadt zu Krawallen, als Autonome und Punks die Scheiben zweier Bankfilialen zerstörten, eine Tankstelle plünderten und Autos beschädigten. Sie warfen zudem Steine auf Kameraleute und Pressefotografen. An der Demonstration am 10. Februar 2001 nahmen knapp tausend Menschen teil, von denen nach Angaben der Polizei knapp vierhundert von außerhalb angereist waren.
Am 28. Januar 2002 wurde ein Brandanschlag auf die Magdeburger Gaststätte Zum Reinheitsgebot verübt, die als Treffpunkt der rechtsextremistischen Szene bekannt war. In der örtlichen Szenezeitschrift Sündenbock erschien ein Bekenntnis zu dem Anschlag, das mit „Antifaschistische Zelle Frank Böttcher“ unterzeichnet war.